# Andy Wallace (pilote automobile)
Pour les articles homonymes, voir Andy Wallace.
 (mars 2024).
Andy Wallace est un pilote de course automobile anglais né le 19 février 1961 à Oxford. Il possède un très riche palmarès dans les courses d'endurance, ayant remporté les 24 Heures du Mans, les 24 Heures de Daytona (3 fois), les 12 Heures de Sebring (2 fois) et le Petit Le Mans.

## Biographie
En 1976, à l'âge de 15 ans, Andy Wallace intègre l'école de conduite de course Jim Russell. Il commence ses premières compétitions en 1979.
Il devient champion de Grande-Bretagne de Formule 3 en 1986. Il remporte cette même année l'épreuve de Macao.
En 1987 et 1988, il participe au championnat international de F3000.
Il pilote des voitures de sports et prototypes depuis 1988, gagnant plus de 25 courses internationales, incluant :
- les 24 Heures du Mans (1 victoire) avec 21 participations de 1988 à 1993, de 1995 à 2008 et en 2010 ;
- les 24 Heures de Daytona (3 victoires en 1990, 1997 et 1999) ;
- les 12 Heures de Sebring (2 victoires en 1992 et 1993) ;
- le Petit Le Mans (1 victoire en 1999).

Il fait partie du cercle très fermé des pilotes ayant remporté les 24 Heures du Mans dès leur première participation, avec sa victoire en 1988 sur Jaguar aux côtés de Jan Lammers et Johnny Dumfries.
Il a aussi été le pilote qui a détenu pendant 11 années le record de vitesse de la voiture de production la plus rapide avec 386,46 km/h au volant d'une McLaren F1.
Sa carrière a été ponctuée de performances obtenues dans des prototypes de conceptions très différentes. Ainsi, en 2007, il alterne l’American Le Mans Series au volant d’une Porsche LMP2, les 24 Heures du Mans au volant d’une Lola LMP2 et quelques épreuves de GrandAm, dont les 24 Heures de Daytona, au volant d’une Pontiac Crawford Daytona Prototype.
En 2019, Andy Wallace atteint la vitesse de 304,773 mph, soit 490,484 km/h, avec un prototype (proche de la série) de Bugatti Chiron sur la piste d'essai d'Ehra-Lessien en Allemagne. Andy Wallace est pilote officiel Bugatti.

## Résultats aux 24 Heures du Mans

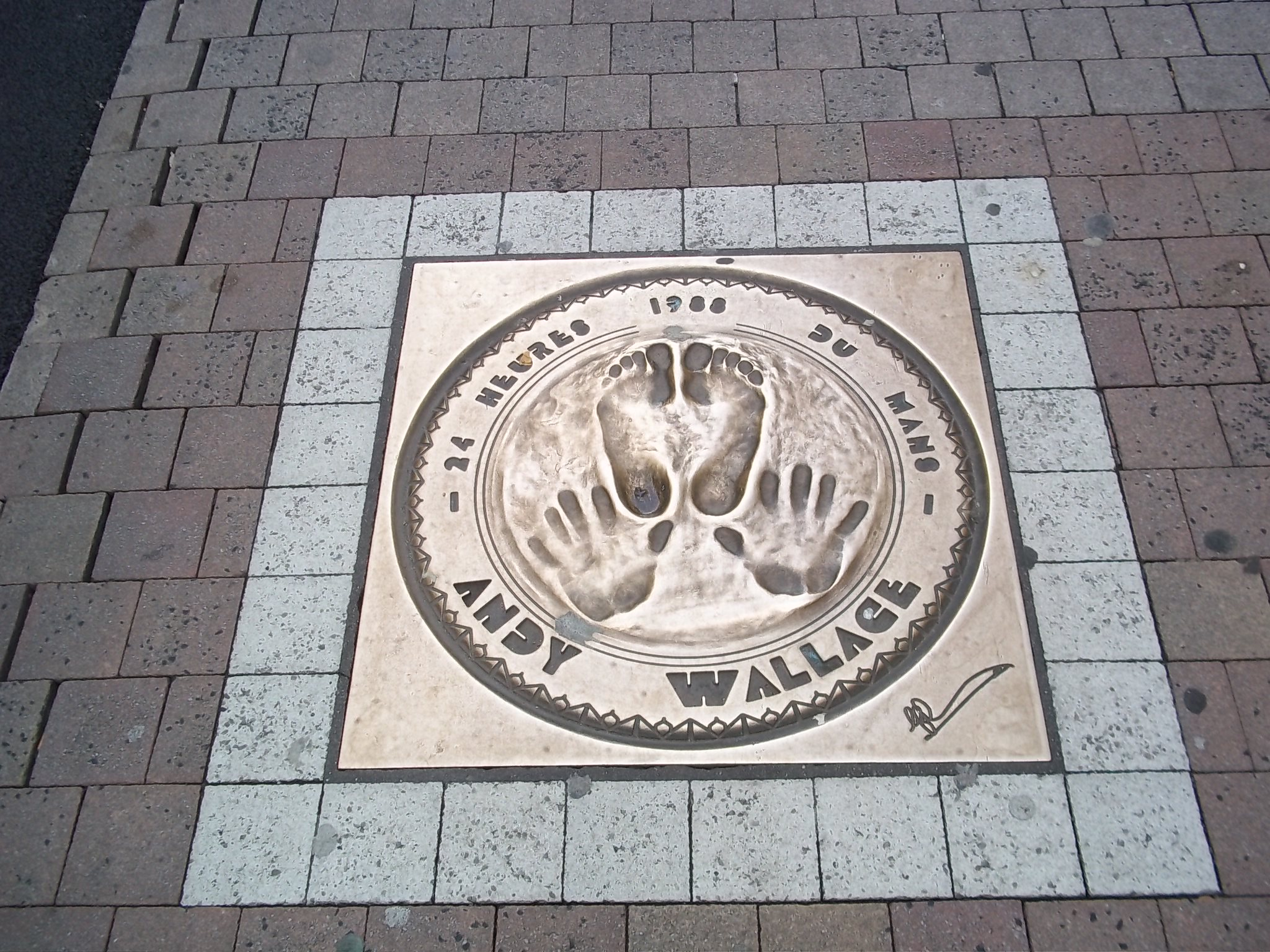
Empreintes vainqueur des 24 Heures du Mans 1988.

| Année | Équipe                   | Voiture                | Équipiers                               | Résultat |
| ----- | ------------------------ | ---------------------- | --------------------------------------- | -------- |
| 1988  | Silk Cut Jaguar          | Jaguar XJR-9 LM        | Jan Lammers Johnny Dumfries             | 1er      |
| 1989  | Silk Cut Jaguar          | Jaguar XJR-9           | John Nielsen Price Cobb                 | Abandon  |
| 1990  | Silk Cut Jaguar          | Jaguar XJR-12          | Jan Lammers Franz Konrad                | 2e       |
| 1991  | Silk Cut Jaguar          | Jaguar XJR-12          | Derek Warwick John Nielsen              | 4e       |
| 1992  | Toyota Team Tom's        | Toyota TS010           | Jan Lammers Teo Fabi                    | 8e       |
| 1993  | Toyota Team Tom's        | Toyota TS010           | Pierre-Henri Raphanel Kenny Acheson     | Abandon  |
| 1995  | Mach One Racing          | McLaren F1 GTR         | Derek Bell Justin Bell                  | 3e       |
| 1996  | Harods Mach One          | McLaren F1 GTR         | Derek Bell Olivier Grouillard           | 6e       |
| 1997  | David Price Racing       | Panoz Esperante GTR-1  | Butch Leitzinger James Weaver           | Abandon  |
| 1998  | Panoz Motorsports        | Panoz GTR-1            | David Brabham Jimmy Davies              | 7e       |
| 1999  | Audi Sport UK            | Audi R8C               | James Weaver Perry McCarthy             | Abandon  |
| 2000  | Team Cadillac            | Cadillac Northstar LMP | Butch Leitzinger Franck Lagorce         | 21e      |
| 2001  | Team Bentley             | Bentley EXP Speed 8    | Eric van de Poele Butch Leitzinger      | 3e       |
| 2002  | Team Bentley             | Bentley EXP Speed 8    | Eric van de Poele Butch Leitzinger      | 4e       |
| 2003  | Racing for Holland       | Dome S101              | Jan Lammers John Bosch                  | 6e       |
| 2004  | Zytek Engineering Ltd    | Zytek 04S              | David Brabham Hayanari Shimoda          | Abandon  |
| 2005  | Creation Autosportif Ltd | DBA 03S                | Nicolas Minassian Jamie Campbell-Walter | 14e      |
| 2006  | RML                      | Lola B05/40            | Thomas Erdos Mike Newton                | 8e       |
| 2007  | RML                      | MG Lola EX264          | Thomas Erdos Mike Newton                | Abandon  |
| 2008  | RML                      | MG Lola EX264          | Thomas Erdos Mike Newton                | Abandon  |
| 2010  | RML                      | Lola HPD B08/80 Coupé  | Thomas Erdos Mike Newton                | 8e       |